# 2024 au Sénégal
Cet article présente les faits marquants de l'année 2024 au Sénégal.

## Évènements
- 24 mars : élection présidentielle[1].
- 17 novembre : élections législatives

## Décès
- 1er décembre : Alioune Badara Bèye, écrivain sénégalais.